# Marcel Dionne

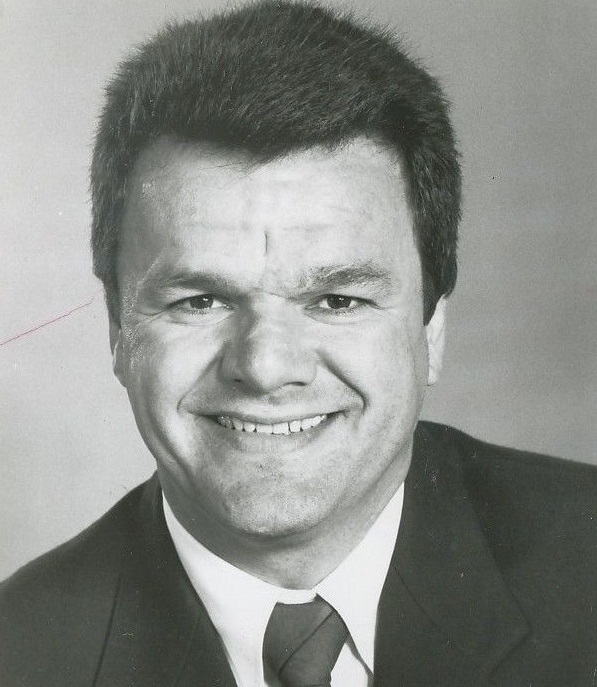
Marcel Dionne

Marcel Elphege "Little Beaver" Dionne (Drummondville, 3 augustus 1951) is een voormalig Canadese professioneel ijshockeyspeler die 18 seizoenen in de National Hockey League speelde voor de Detroit Red Wings, Los Angeles Kings en de New York Rangers. Marcel Dionne werd ingewijd in de Hockey Hall of Fame in 1992.
- International Standard Name Identifier: 0000 0001 1496 7050
- Library of Congress Control Number: nb2004313742
- Virtual International Authority File: 106576095
- WorldCat: E39PBJv8F6FKb7D3HWTTKVXmVC